# مكسار عروس
مكسار العروس هي ليلة واحدة من أهم الليالي في حياة العروس الإماراتية، وتعتبر مكملا أساسيا للعرس الإماراتي، وذلك حينما يقوم أهل العروس في هذه الليلة بعرض كل مشتريات العروسة وهداياها من مجوهرات وملابس وعطور بل وحتى الأدوات المنزلية أحيانا.
وفي ليلة المكسار تتلقى العروس أيضا الهدايا من قريباتها وبنات العائلة اللواتي يحتفلن بالعروسة دون أن يروها، لأن من تقاليد المكسار أن لا تظهر العروس للمعازيم بل ويمكن أن تنقل إلى مكان آخر غير الذي يقام فيه المكسار.·

## التسمية
سميت ليلة «المكسار» بهذا الاسم نسبة لنوع قديم من أشرعة السفن، كان يستعمل في صنع مظلة خاصة كبيرة تجتمع تحتها نساء الحي لتجهيز لوازم العروس من ملابس وبهارات ومستحضرات تجميلية قديمة، وفي نهاية الأسبوع يقام حفل المكسار تحتها.